# 新竹市私立磐石高級中學
新竹市私立磐石高級中學，簡稱磐石高中、磐石中學，為一所位於新竹市北區的天主教私立完全中學附設高職部與進修學校，該校由天主教新竹教區首任主教杜寶晉創辦於1964年。

## 學校象徵

### 校名
校名「磐石」，取自於聖經中耶穌對西滿伯多祿所說的話：「你是伯多祿（磐石），在這磐石上，我要建立我的教會，陰間的門決不能戰勝她。」（瑪十六：18）

### 校訓
誠樸勤儉為磐石高中之校訓，並各有之含義:
- 誠: 誠實
- 樸: 樸學
- 勤: 勤勞
- 儉: 節儉

## 歷任校長
| 任別 | 任期                   | 姓名   |
| ---- | ---------------------- | ------ |
| 1    | 1964年8月 － 1966年7月 | 李平和 |
| 2    | 1966年8月 － 1968年7月 | 賀人龍 |
| 3    | 1968年8月 － 1972年7月 | 陳驊騮 |
| 4    | 1972年8月 － 1975年7月 | 范文忠 |
| 5    | 1975年8月 － 1989年7月 | 陳明清 |
| 6    | 1989年8月 － 2001年8月 | 汪甲一 |
| 7    | 2001年8月 － 2013年7月 | 王新化 |
| 8    | 2013年8月 － 現任      | 陳方濟 |

## 外部連結
- （繁體中文） 磐石高中網站 （页面存档备份，存于）
- 新竹市私立磐石高級中學簡史
- （繁體中文） 新竹市私立磐石高級中學 - 教育部國民及學前教育署
- YouTube上的磐石電視台 （页面存档备份，存于）